# Jörg Bickenbach
Jörg Bickenbach (* 16. November 1940) ist ein deutscher Jurist und ehemaliger Staatssekretär im Wirtschaftsministerium von Nordrhein-Westfalen.

## Biografie
Bickenbach absolvierte ein Studium der Rechtswissenschaften an den Universitäten in Frankfurt am Main, Berlin und Bonn. Beruflich war er von 1988 bis 1993 Beigeordneter in der Stadtverwaltung von Duisburg. Anschließend übernahm er in Düsseldorf das Amt des Stadtdirektors. Danach amtierte er von September 1996 bis Juli 2004 als Staatssekretär.

## Auszeichnungen
- 2005: Orden der Aufgehenden Sonne am Halsband, goldene Strahlen[3]